# Władimir Iwanow (łyżwiarz)
Władimir Siergiejewicz Iwanow (ros. Владимир Сергеевич Иванов, ur. 28 kwietnia 1949 w Iżewsku) – rosyjski łyżwiarz szybki reprezentujący ZSRR, wicemistrz świata.

## Kariera
Największy sukces w karierze Władimir Iwanow osiągnął w 1975 roku, kiedy zdobył srebrny medal podczas wielobojowych mistrzostw świata w Oslo. W zawodach tych rozdzielił na podium Harma Kuipersa z Holandii i swego rodaka Jurija Kondakowa. W pierwszym biegu, na 500 m, Iwanow spisał się słabo, zajmując dopiero 20. miejsce. Jednak w kolejnych startach przesunął się w klasyfikacji, zajmując drugie miejsce na 5000 m, jedenaste na 1500 m i pierwsze na dystansie 10 000 m. W tym samym roku był też piąty na mistrzostwach Europy w Heerenveen. Jego najlepszym wynikiem było tam piąte miejsce w biegu na 10 000 m. Piąte miejsce zajął również na mistrzostwach świata w Deventer w 1973 roku. Zajął tam między innymi trzecie miejsce w biegu na 5000 m. W 1976 roku brał udział w igrzyskach olimpijskich w Innsbrucku, gdzie był siódmy na 5000 m oraz piętnasty na dwukrotnie dłuższym dystansie.